# Носса-Сеньора-ди-Фатима (Макао)

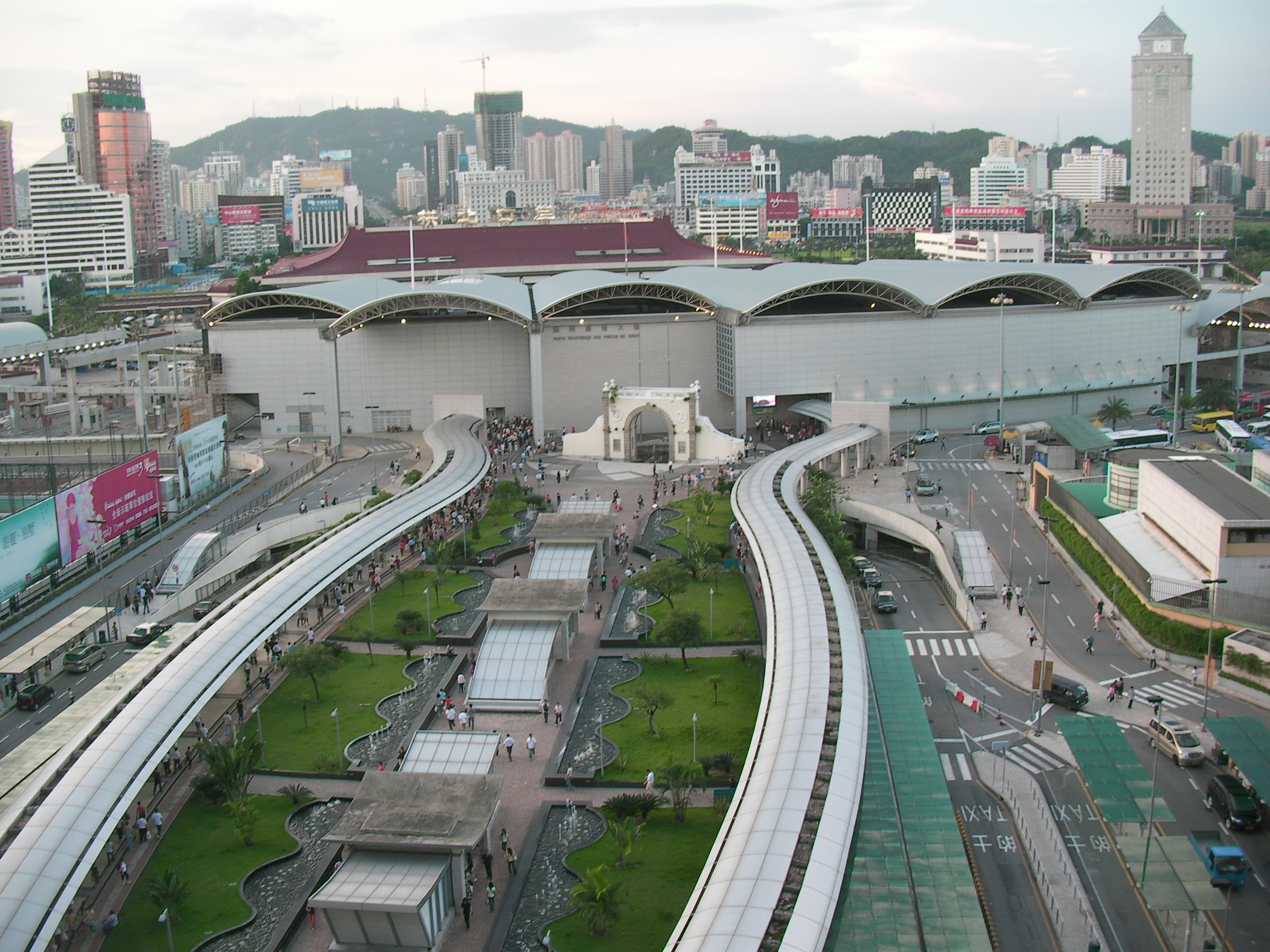
Граница с Чжухаем

Носса-Сеньора-ди-Фатима (Фатэйма, иер. трад. 花地瑪堂區, упр. 花地玛堂区, ютпхин: Faa¹dei⁶maa⁵ Tong⁴keoi¹, йель: Fādeihmáh Tòhngkēui, кант.-рус.: Фатэйма Тхонкхёй, пиньинь: Huādìmǎ Tángqū, палл.: Хуадима Танцюй, порт. Nossa Senhora de Fátima) — округ Макао, расположенный на севере одноимённого полуострова. На юге граничит с округами Санту-Антониу и Сан-Лазару, на севере — с городом Чжухай, на западе ограничен водами небольшого залива, на востоке — водами дельты Жемчужной реки.
Самый большой по площади и самый населённый район на полуострове Макао (площадь — 3,2 кв. км, население — около 180 тыс. человек). Значительная часть района в результате насыпных работ отвоёвана у моря. До 1970-х годов на месте нынешних жилых кварталов и промышленных предприятий располагались сельскохозяйственные угодья и деревенские поселения. Сегодня в состав Носса-Сеньора-ди-Фатима входят семь кварталов — Илья-Верде, Тойсань, Иподромо, Арея-Прета, Монха, Файчикэй и Яохон.
В северо-западной части района расположен квартал Илья-Верде (Ilha Verde, 青洲), который ранее был островом, но в конце XIX века его соединили с полуостровом дамбой. Сейчас территория Илья-Верде занята промышленной зоной и портовыми причалами. В южной части района, на холме Монха, расположены остатки заложенного в 1849 году португальского форта Монха (он же форт Лотоса или Чёрный форт). Крепость была построена по приказу губернатора Жоао Марии Феррейры да Амарала для обороны северной границы Макао от возможного китайского вторжения. В 1920-х годах рядом с фортом был построен жилой квартал для солдат-африканцев, но в 1960-х годах португальцы вывели свои войска с территории форта и военного городка. В 1980-х годах часть форта отошла институту туризма, в 1997 году на холме вокруг форта был основан городской парк Монха, а на месте военных казарм с 2008 года были построены жилые кварталы. 

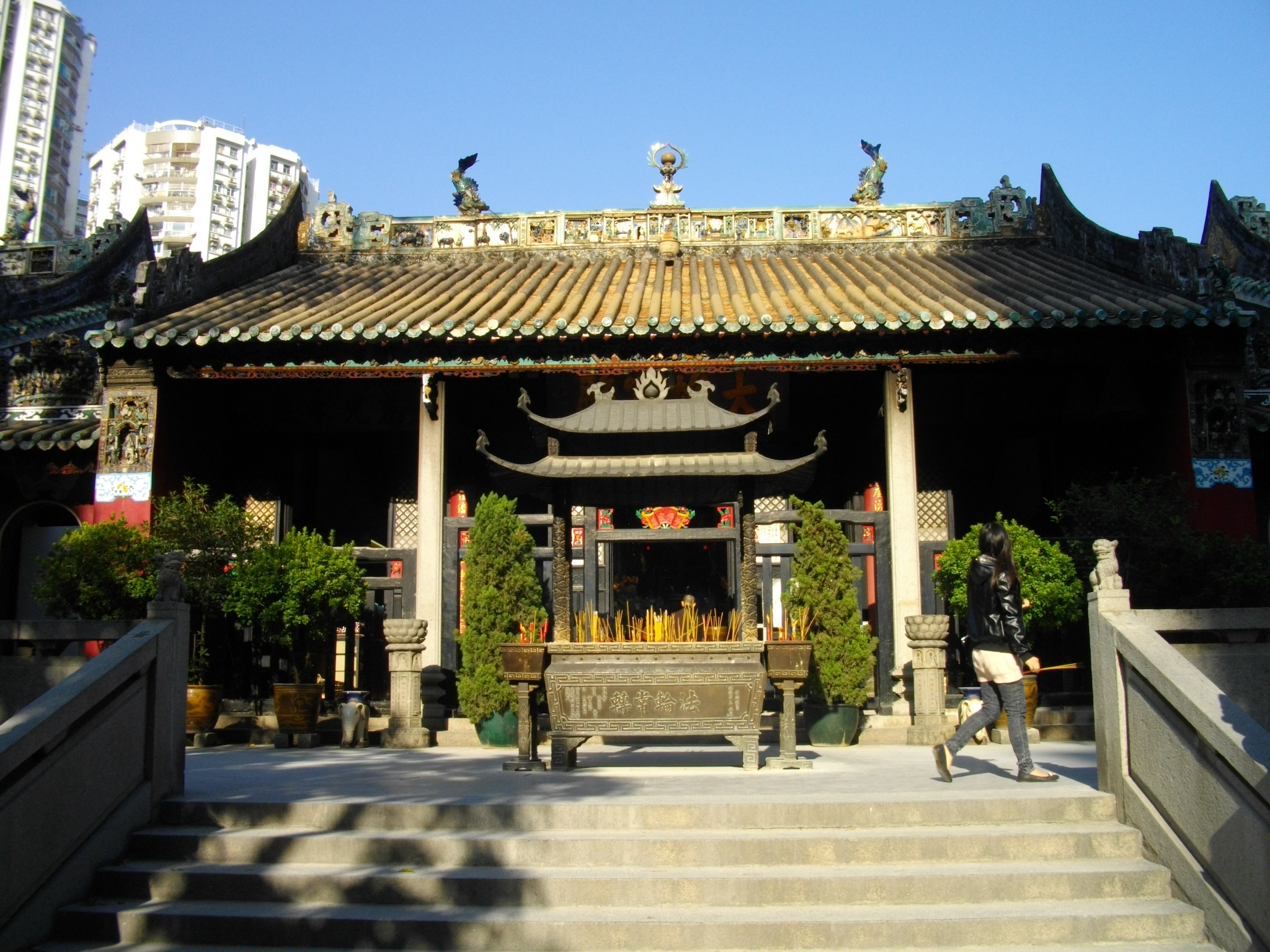
Храм Куньям

В буддийском храме Куньям, который ранее располагался в деревне Монха (Ванся), в 1844 году был подписан китайско-американский Вансяский договор. Храм Куньям был построен в первой трети XVII века. Среди монументов в честь восемнадцати будд есть и статуя Марко Поло. Рядом с храмом расположены протестантское кладбище Богородицы Милосердия, парк Монтанья-Русса и католическая школа Святого Павла.
В северной части района, на границе с Чжухаем, расположены старые пограничные ворота Portas do Cerco (1871) и новый комплекс пограничного контроля (2004). Рядом с воротами раскинулся основанный в 1987 году городской парк имени Сунь Ятсена, на территории которого расположены публичная библиотека, летний театр, игровые и спортивные площадки, бассейн, искусственные озёра, вольеры, цветочный сад и «Лес фэн-шуй». У входа в парк установлена бронзовая статуя Сунь Ятсена. 
В юго-восточной части района, на месте бывшей песчаной отмели расположен квартал Файчикэй. Раньше здесь располагались жилые дома, построенные в 1930-х годах, а сейчас на месте осушенных земель возвышается высотный жилой комплекс The Praia (четыре 56-этажные башни).  
Также в районе расположены Канидром, на котором проводятся собачьи бега, ипподром Макао, на котором проводятся скачки, ряд колледжей, школ и детских садов, институт туризма Макао, школа политехнического института Макао, газово-дизельная теплоэлектростанция, принадлежащая Companhia de Electricidade de Macau, водоочистной комплекс, больница Кянву, центр здравоохранения Арея-Прета, спорткомплекс Макао, спорткомплекс колледжа Дом-Боско, храм Линьфон XVI века, храм Тхиньхау, храм Синьфон, храм Сэнвон, храм Куньям-тонг (Поучайсимунь), католическая церковь Богоматери Фатимской, церковь Сан-Хосе, мечеть и мусульманское кладбище. 
Кроме того, на территории Носса-Сеньора-ди-Фатима находятся музей коммуникаций, мемориальный музей Линя Цзэсюя, рынок Яохон и рынок Тойсань, штаб-квартиры энергетической корпорации Companhia de Electricidade de Macau (CEM), водоснабжающей корпорации Sociedade de Abastecimento de Águas de Macau (Macao Water) и телерадиокорпорации Teledifusão de Macau (TDM).